# 제카리아 시친
제카리아 시친(1920년 7월 11일 ~ 2010년 10월 9일)은 아제르바이잔 태생의 미국 저술가이다.
제카리아 시친은 고대 우주비행사설에 근거해 인류의 기원을 설명하고자 한 책들의 저자이다. 그는 고대 수메르 문명이 해왕성 너머에 있는 니비루(Nibiru) 라 불리는 행성의 외계종족 아눈나키(Anunnaki)에 의해 전파되어 만들어졌다고 주장했다. 그는 이 가상의 행성 니비루가 태양계의 연장선상에 있는 타원궤도상에 존재하며, 수메르 신화가 이를 표현하고 있다고 주장하였다. 제카리아 시친의 책들은 전세계적으로 수백만부 이상 팔렸으며, 25개 이상의 언어로 번역되었다. 시친은 수메르 점토판의 쐐기문자를 해독하여 지구연대기 시리즈를 출판하였으며 또한 관련된 두 권의 소설도 출판하였음에 유의하여 진실과 허구를 구분하여야 한다.
시친의 학설은 과학자들을 비롯한 학자들에게 받아들여지지 않았으며, 유사 과학(pseudoscience) 또는 유사 역사학(pseudohistory)으로 평가받고 있다. 그의 연구는 완전하지 않은 연구방법, 고대 문서의 오역, 그리고 천문학 및 과학적 오류에 의해 비판 받고있다.

## 생애
제카리아 시친은 아제르바이젠 소비에트 사회주의 공화국에서 태어났으나 영국 위임통치령 팔레스타인 (Mandatory Palestine)에서 자랐다. University of London에서 경제학으로 학위를 받았으며, 1952년 뉴욕으로 이주하기 전까지 이스라엘에서 편집자와 기자로 활동하였다. 물류회사의 임원으로 재직하면서, 그는 수메르 쐐기문자를 연구하면서 고고학 유적들을 방문하였다.

## 이론과 업적
임마누엘 벨리코프스키 및 에리히 폰 다니켄과 같은 초기 저자와 마찬가지로, 시친은 외계 사건이 고대 인류 역사에서 중요한 역할을 한 것으로 추정하는 가설을 지지했다.
그의 1976년 저서 <12번째 행성>과 그 속편에 서술된, 시친의 메소포타미아 도상학과 상징주의에 대한 해석에 따르면, 해왕성 너머에 기다란 타원 궤도를 따라 대략 3,600년마다 태양계에 도달하는 미지의 행성이 있다. 이 행성은 니비루(그러나 목성 또한 바빌로니아 우주론에서 마르둑 신과 관련된 행성)라고 불린다. 또한 그에 따르면 니비루(후에 같은 이름을 가진 바빌로니아 통치자에 의해, 행성 명칭이 마르둑으로 대체됨)는, 한때 화성과 목성 사이에 위치한 또 다른 행성이라고 여겨졌던 티아마트(에누마 엘리시에 기록된 바빌로니아 창조 신화의 여신)와 파괴적으로 충돌했다. 이 충돌로 인해 추정하기로, 지구와 소행성대 및 혜성이 형성되었다. 그는 니비루 행성의 위성 중 하나에 티아마트가 부딪쳐 그녀가 둘로 갈라졌고, 니비루의 두 번째 통과 때에 니비루 행성 자체가 티아마트의 부서진 파편과 재차 충돌하여, 그녀의 절반이 소행성대가 되었다고 말했다. 그리고 니비루의 위성 중 하나에 다시 부딪힌 남은 반쪽은 새로운 궤도로 밀려나 오늘날의 지구가 되었다. 시친은 또한 명왕성(그는 이 행성을 수메르의 비주류신인 '가가'나 '이시무드'로 식별하였다)은 원래 토성의 위성이었으나, 니비루의 중력이 명왕성을 교란시켜서 태양계 외부로 쫓아내버려, 해왕성의 궤도를 교차하는 독특한 궤도 경로를 부여했다고 추측했다.

## 같이 보기
- 에리히 폰 데니켄
- 조르지오 A. 추칼로스
- 메소포타미아 신화